# Диленбург
Диленбург (на немски: Dillenburg) е град в окръг Гисен в Хесен, Германия с 23 602 жители (към 31 декември 2013).
Намира се в долината на река Дил във Вестервалд. Граничи на юг с град Херборн.
За пръв път е споменат през 1254 г. След 90 години, през 1344 г., Диленбург получава права на град от император Лудвиг IV Баварски.
Диленбург е резиденция на оранския клон на Дом Насау. През края на 13 век или началото на 14 век се построява замъкът Диленбург.